# Bognár Vilma
Balázs Sándorné Bognár Vilma, Bognár Vilhelmina Júlia (Pest, 1841. július 10. – Budapest, Józsefváros, 1904. június 3.) énekművésznő (szoprán).

## Életútja
Bognár Ignác és Bakos Júlia leánya. Még nem volt 15 éves, amikor Szigligeti Ede Csikósában (mint Rózsi) akkora tetszéssel lépett fel, hogy népszínmű-énekesnőnek szerződtették. 1862. október 1-jén Pesten az egyetemi templomban házasságot kötött Balázs Sándor íróval, a tanúk Jókai Mór és Tóth Kálmán voltak. Férjével pár hónappal később Milánóba ment Lampertitől tanulni. Hazajövet, nemsokára lejárt a szerződése és Bognár Bécsbe ment, hogy az udvari opera igazgatójától, Matteo Salvitól tanuljon; de ennek közbejött nyugdíjaztatása miatt Bognár Hannover udvari színházához szerződött. Itt ugyan ünnepelték és híre gyorsan terjedt: egyre-másra kapta a zenekari hangversenyekre szóló meghívókat s ragadta el Hamburg, Bréma, Köln, Aachen, Braunschweig, Göttingen, Lipcse, Amszterdam és Rotterdam közönségét. Leidenben a Sempre Crescendo zenei társaságnak első idegen tagjául választották, Hágában az évi úgynevezett királyi hangversenyen közreműködéssel tüntették ki, a holland király dicsérettel és karpereccel tüntette ki. Hívták Londonba, Amerikába is; Berlinben háromszor vendégszerepelt, a király (I. Vilmos) a színpadon kereste föl szerencsekívánataival. Készültségét tökéletesítendő, Baden-Badenben Viardot-Garcia asszonyt kereste föl, aki már nem talált tehetségén csiszolnivalót és csak néhány szerepet tanult vele. Bognár ekkor Drezda udvari operájához szerződött 4 évre, egyelőre 6000 tallér fizetéssel, de ő Radnósfáy Sámuel pesti intendáns halála (1869) után, honvágyától űzve, hazament, inkább felbontotta szerződését, amiért németországi színpadon, a Cartell-Verein határozata értelmében, többé nem volt szabad fellépnie. Családi szerencsétlenségek és egészségi okok miatt aránylag fiatalon, 36 éves korában vonult vissza a színpadtól. Ezután énektanítással foglalkozott és avatott tollal írt néhány életrajzi töredéket és novellát. Ritka szép szoprán hangján, a leggyöngédebb kifejezéstől kezdve a legnagyobb erőt igényelő indulatig, teljesen uralkodott; nagy terjedelmét és színezetét a világhírű Sontag Henriettéhez hasonlítják, iskolázott volta és bensősége ellen Viardot-Garcia asszony sem talált gáncsot. Sokoldalúsága megengedte, hogy egyaránt kitűnjék a drámai és az úgynevezett koloratúr-szerepekben.
Írt elbeszéléseket, rajzokat és elmefuttatásokat. Első kis műve: Emilia címmel jelent meg. Elbeszélései: A megfagyott gyermek és A generális a Fővárosi Lapokban jelentek meg (1881.); írt a Családi Körbe (1865. 4. sz.) és a Nemzeti Hirlap tárcájába Vilma névvel (1876.)

## Fontosabb szerepei
- Lammermoori Lucia (Donizetti)
- Norma (Bellini)